# Christian Giske
Christian Georg Giske (* 1975 in Ålesund) ist ein norwegischer Mikrobiologe und Professor am Karolinska-Institut.
Giske studierte bis 2000 am NTNU in Trondheim. In den nächsten zwei Jahren war er Militärarzt der norwegischen Marine. 2007 erhielt er einen PhD vom Karolinska-Institut mit einer Arbeit über Pseudomonas aeruginosa. 2010 wurde er zum Assistenz- und 2018 zu einem Vollprofessor für klinische Bakteriologie ernannt.
Er beschäftigt sich mit der Resistenzentwicklung bei Mikroorganismen wie Escherichia coli, Klebsiella pneumoniae und Pseudomonas aeruginosa.
Giske war Teil der WHO Pathogens Priority List Working Group und ist seit 2016 Chairman des European Committee on Antimicrobial Susceptibility Testing.

## Publikationen (Auswahl)
- A.-P. Magiorakos, A. Srinivasan, R.B. Carey, Y. Carmeli, M.E. Falagas et al.: Multidrug-resistant, extensively drug-resistant and pandrug-resistant bacteria: an international expert proposal for interim standard definitions for acquired resistance. In: Clinical Microbiology and Infection. Band 18, Nr. 3, März 2012, S. 268–281, doi:10.1111/j.1469-0691.2011.03570.x.
- Karthikeyan K Kumarasamy, Mark A Toleman, Timothy R Walsh, Jay Bagaria, Fafhana Butt et al.: Emergence of a new antibiotic resistance mechanism in India, Pakistan, and the UK: a molecular, biological, and epidemiological study. In: The Lancet Infectious Diseases. Band 10, Nr. 9, September 2010, S. 597–602, doi:10.1016/S1473-3099(10)70143-2.